# SD Juazeirense
SD Juazeirense is een Braziliaanse voetbalclub uit Juazeiro in de staat Bahia.

## Geschiedenis
De club werd opgericht in 2006 door een ontevreden lid van Juazeiro SC. De club begon in 2008 in de tweede klasse van het Campeonato Baiano en bereikte in het eerste jaar al de halve finale om de titel, die ze verloor van Guanambi. Het volgende jaar werd opnieuw de halve finale bereikt en deze keer werd Guanambi verslagen. In de finale speelde de club twee keer gelijk tegen Bahia de Feira en deze laatste kreeg de titel en promotie doordat ze in de competitie één puntje meer hadden behaald. In 2010 kreeg de club zes strafpunten voor het opstellen van een niet-speelgerechtigde speler waardoor ze de eindronde dat jaar niet haalden. In 2011 bereikte de club opnieuw de finale en won en verloor met 2-0 van Itabuna, maar kreeg de titel omdat ze in de competitie beter gepresteerd hadden. 
Na een seizoene in de middenmoot plaatste de club zich in 2013 voor de halve finale om de titel, waarin ze verloren van Vitória. De club speelde nog voor de derde plaats tegen stadsrivaal Juazeiro voor een plaats in de Série D van dat jaar en kon deze afdwingen, echter werden ze in de eerste ronde uitgeschakeld. Twee jaar later bereikte de club opnieuw de halve finale, die ze nu verloren van Bahia. De wedstrijd om de derde plaats tegen Colo Colo werd gewonnen waardoor ze zich plaatsten voor de Copa do Nordeste 2016, waar de club in de groepsfase uitgeschakeld werd.
In 2016 bereikte de club opnieuw de halve finale, die ze van Vitória verloren. Nadat Fluminense de Feira verslagen werd mocht de club opnieuw aan de Série D deelnemen. Hier plaatste de club zich voor de tweede ronde, waar São Raimundo uitgeschakeld werd. In de 1/8ste finale verloor de club van Moto Club. In 2017 eindigde de club in de middenmoot, maar door een competitiewijziging van de Série D, mochten ze door de goede prestatie van 2016 dat jaar nogmaals deelnemen. Nadat de club zich plaatste voor de tweede ronde, werden staatsgenoten Jacobina en Fluminense de Feira uitgeschakeld. In de kwartfinale won de club zelfs van titelfavoriet América de Natal, waardoor ze de promotie naar de Série C konden afdwingen. Ze werden in de halve finale door Globo uitgeschakeld op basis van de uitdoelpunt-regel. De club kon daar het behoud niet verzekeren en degradeerde na één seizoen weer. De club slaagde er bijna in meteen terug te promoveren, maar strandde in de kwartfinale van de Série D tegen Brusque.